# NGC 5127
NGC 5127 (również PGC 46809 lub UGC 8419) – galaktyka eliptyczna (E), znajdująca się w gwiazdozbiorze Psów Gończych. Odkrył ją William Herschel 13 marca 1785 roku. Jest to galaktyka z aktywnym jądrem typu LINER.
W galaktyce tej zaobserwowano supernową SN 1991bi.